# ميشيل دو لوبيتال

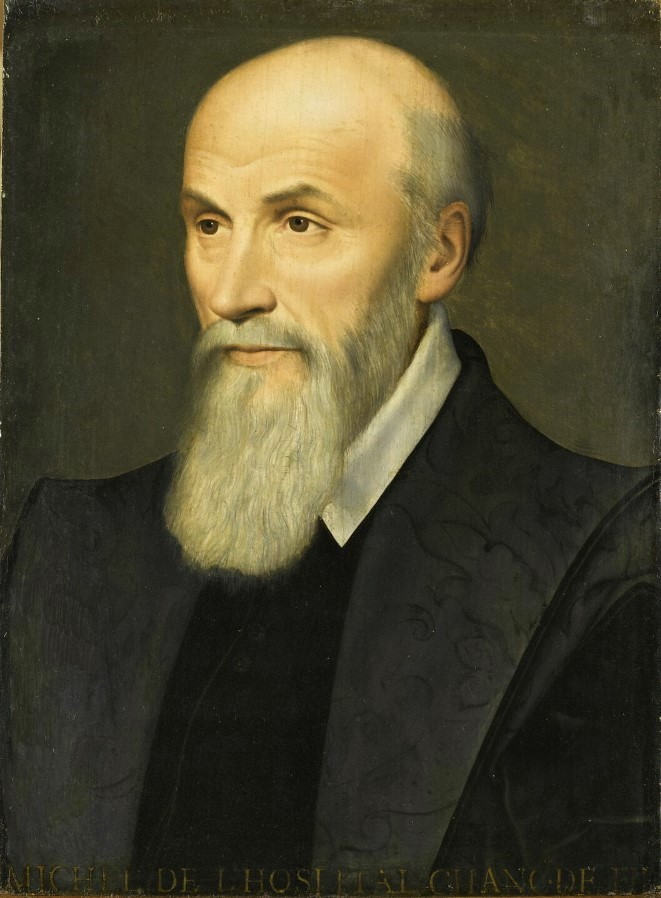
بورتريه لميشيل دو لوبيتال

ميشيل دو لوبيتال (1506 - 13 مارس 1573) كان محاميًا ودبلوماسيًا ومستشارًا فرنسيًا خلال الحروب الإيطالية المتأخرة والحروب الدينية الفرنسية المبكرة. وكان ابن طبيب في خدمة شارل الثالث دوق بوربون، وقضى حياته المبكرة منفيًا من فرنسا في بوربون ثم في بلاط الأباطرة. وحين دخل والده في خدمة أسرة لورين انضم إلى المجموعة التي يرعاها تشارلز كاردينال لورين. ومن خلال زواجه بماري مورين حصل على مقعد في برلمان باريس. وبهذه الصفة كتب لوائح التهم ليقدمها للملك فيما يتعلق بالمدافعين عن بولوني الذين سلموا للمدينة في عام 1544، قبل أن يتولى دور دبلوماسي في مجمع ترنت في عام 1547. وفي العام التالي ساعد آن ديست في تفاصيل ميراثها للتأكد من قدرتها على الزواج بفرانسوا دوق غيس.
وفي عام 1553 دخل خدمة أسرة لورين، حيث قدم الدعم للعائلة مقابل الحصول على مناصب منهم. وفي ذلك العام قدموا له منصب رئيس الاستعلامات في منزل الملك، وهو منصب مهم. وفي العام التالي جرت ترقيته إلى رئاسة ديوان الحسابات، ومنحه ذلك نفوذًا كبيرًا في الإدارة المالية للمملكة. ومع تولي راعيه السيطرة الشاملة على الشؤون المالية للمملكة في أواخر خمسينيات القرن السادس عشر دخل المجلس الخاص. وفي وقت مبكر من عهد فرانسوا الثاني توفي المستشار القديم فرانسوا أوليفييه. ورشحت أسرة لورين لوبيتال كبديل له. وباعتباره مصلحًا نشطًا دخل لوبيتال في صراع مع البرلمانات لضمان تمرير مرسوم روموروتان. وفي وقت لاحق من ذلك العام، وإدراكًا لحجم المشاكل المالية والدينية التي كانت تؤثر على المملكة، كان من بين الذين دافعوا عن مجلس الأعيان. ودعا المجلس بدوره إلى إنشاء جمعية عامة، افتتحتها لوبيتال وسعى إلى توجيهها نحو إصلاحات واسعة النطاق. ولأنه لم يتمكن من تحقيق ما سعى إليه تمامًا، حارب البرلمان لتمرير قانون أورليان الذي نتج عن الجلسات.
عند وفاة فرانسوا الثاني لم يخسر لوبيتال مركزه في السياسة الملكية مع رعاته. بعد ذلك دعم كاثرين في سياستها الدينية ما جعله على خلاف متزايد مع أسرة لورين. وقد ساعد في صياغة ودعم مراسيم 19 أبريل ويوليو وسان جيرمان. خفف المرسومان الأولان من اضطهاد البروتستانتية وشرع المرسوم الأخير العبادة البروتستانتية في فرنسا. وفي تلك الفترة وجد نفسه في معارضة البرلمان، الذي قاوم التدخلات في سلطته وأي تشريع للبروتستانتية. وبعد الحرب الأهلية الأولى في الحروب الدينية الفرنسية دخل لوبيتال فترة سطوته. وقد دافع عن قرار الملك بإعلان أغلبيته في روان لمعاقبة برلمان باريس لفشله في تسجيل معاهدة السلام. ونجح في معارضة محاولة لورين تنفيذ مراسيم مجمع ترنت عند عودته من ترنت. وفي العام التالي رافق البلاط في جولته الكبرى، حيث وبخ لوبيتال كل برلمان بدوره على صفاقتهم وفشلهم في اتباع إرادة الملك. وعندما وصل الملك إلى مولينز أصدر مجموعة واسعة من الإصلاحات القانونية، التي سعت إلى مكافحة المكاتب التي تتعامل بالرشوة، والحد من عدد الولايات القضائية والقوانين المتداخلة، والحد من سلطة المحافظين وبعض القضاة في تفسير وتنفيذ العدالة التي تأتي من الملك. وفي ذلك الوقت كان نفوذه يتضاءل واضطر إلى التخلي عن الكثير من تفاصيل المرسوم بسبب احتياجات التاج المالية خلال الحرب الأهلية الثانية. وعاد لورين حينها إلى البلاط، ونجح في التفوق على لوبيتال فيما يتعلق بالالتماس الذي رفعه برلمان ديجون ضده.
خلال الحرب الأهلية تفاوض مع أمير كوندي الذي كان يحاصر باريس، وحث المتمردين على تقديم تنازلات، ما جعله يحظى باستقبال بارد. وبعد صلح لوجيمو في مارس من عام 1568 تقاعد من البلاط في مايو، مدركًا بشكل متزايد أن آراءه لم تعد تلق قبولًا جيدًا من قبل كاثرين أو البلاط. وعند عودته إلى البلاط في سبتمبر قام بمحاولة أخيرة لمعارضة قبول التاج لأراضي الكنيسة المنعزلة مقابل الحرب على الهرطقة التي عرضها البابا. وبعد فشله في ذلك أعفي من منصبه، وعلى الرغم من أنه ظل مستشارًا حتى وفاته إلا أنه لم يكن يمارس سلطته. وبعد تهديده خلال مذبحة عيد القديس برثولماوس، نجا هو وابنته تحت حماية كاثرين ودوق غيس، وقد توفي في مارس من العام الذي تلاه، وورثت ابنته أراضيه تحت إدارة زوجته.

## النشأة وأسرته

### أسرته
ولد ميشيل دو لوبيتال عام 1506 في بلدة إيغوبيرس، وهو ابن طبيب دوقة لورين. كما قدم والده المساعدة الطبية إلى الكندسطبل بوربون، الذي أجبرت خيانته عام 1525 لوبيتال وعائلته على النفي إلى إيطاليا. وأثناء وجوده في إيطاليا حصل لوبيتال على درجة الدكتوراه في القانون. ثم سافرت العائلة مع بوربون إلى إسبانيا وإيطاليا في رحلاته قبل وفاة الكندسطبل عام 1527. بعد ذلك انتقلت العائلة إلى بلاط أسرة لورين، حيث أنهى والده حياته في خدمة دوقة لورين. وبعد أن درس ميشيل القانون في إيطاليا، درس أيضًا في فرنسا لمواصلة تعليمه.

### ابنته
خلال مذبحة عيد القديس برثولماوس جرى القبض على ماغدلين ابنة لوبيتال الوحيدة في العاصمة. وبسبب أنها بروتستانتية وبسبب سياسة والدها الدينية في العقد الماضي كانت معرضة لخطر القتل بشكل كبير. لكن دوق غيس جعلها تحت حمايته. وقد تزوجت بروبرت دو هورولت، وهو من النبلاء. وفي عام 1555 أصبح كاردينال لورين الأب الروحي لحفيده المولود حديثًا.

### الآراء
كان لوبيتال أحد الشخصيات الفرنسية الرائدة العديدة المهتمة بالفلسفة الرواقية. ولتحقيق هذه الغاية وما بعدها أصبح لوبيتال من أشد المدافعين عن تعلم اللغة اليونانية. ورأى لوبيتال أنه لا يوجد حاكم إقليم أو بلدة في فرنسا لم يرتكب خلال فترة ولايته ما يكفي من الكسب غير المشروع بأموال الملك ليستحق حكم الإعدام إذا أراد الملك ذلك. وقد شعر بالإحباط بسبب مدى ندرة لقاءات الجمعية العامة في القرن الماضي، حيث كان ينظر إليها باعتبارها آلية قيمة لتلقي ردود الفعل على سياسات الحكومة. كما كان استبداديًا بشكل عام في تصرفاته، مجادلًا بأن الغرض من الجمعية هو تقديم شكاواهم والحصول على تعويض من الملك، في حين كانت البرلمانات وسيلة يحقق الملك من خلالها عدالته.

### أراء معاصريه
وصف منتقدو لوبيتال سياسته الدينية بأنها دليل على أنه كان بروتستانتيًا في السر. وأشار مونتين إليه وإلى فرانسوا أوليفييه على أنهما «رجلان صاحبا كفاءة غير عادية، ولا يتمتعان بأي فضيلة مبتذلة [...] مستشار فرنسا العظيم».

## عهد فرانسوا الأول

### زواجه
في عام 1532 تزوج بماري موران ابنة ملازم أول في شاتليه، وحصل على جزء من المهر بدخوله إلى برلمان باريس. وعمل حينها كمستشار في البرلمان، وقد حصل على خبرة قيمة في تعامله مع الهيئة كمستشار. وشعر البرلمان بالخيانة بسبب محاولاته اللاحقة للحد من سلطتهم لأنه كان في يوم من الأيام واحدًا منهم.

### العيب في الذات الملكية
بصفته مستشارًا تولى مسؤولية توجيه التهم ضد كبار المدافعين عن بولوني (السيد دو فيرفان)، الذين سلموا المدينة الساحلية المهمة للإنجليز في عام 1544. وحُكم على فيرفان بالإعدام. كما أُدين المارشال دي بييه لكنه لم يعدم، وأرسل آخرون إلى المنفى أو سُجنوا.
وفي عام 1547 جرى تعيينه سفيرًا لفرنسا لدى مجمع ترنت.